# Josenildo Brito da Silva
Josenildo Brito da Silva (* 23. August 1993 in Feira de Santana), auch einfach nur Nildo genannt, ist ein brasilianischer Fußballspieler.

## Karriere
Nildo stand bis 2016 beim brasilianischen Verein Avaí FC in Florianópolis unter Vertrag. Die Saison 2014 wurde er an den japanischen Verein Tokyo Verdy ausgeliehen. Der Verein, der in der Präfektur Tokio beheimatet ist, spielte in der zweiten japanischen Liga, der J2 League. Für Verdy absolvierte er 24 Zweitligaspiele. Die Saison 2015 spielte er auf Leihbasis beim ebenfalls in der zweiten Liga spielenden Hokkaido Consadole Sapporo. Für den Verein aus Sapporo stand er 13-mal auf dem Spielfeld. 2017 kehrte er in seine Heimat zurück. Hier stand er beim EC Taubaté in Taubaté unter Vertrag. Im September 2017 ging er wieder nach Japan. Hier schloss er sich dem Drittligisten Fukushima United FC aus Fukushima an. Der Zweitligist Kagoshima United FC nahm ihn im April 2019 unter Vertrag. Am Ende musste er mit dem Verein aus Kagoshima in die dritte Liga absteigen. Hier spielte er noch eine Saison. Von Februar 2021 bis Mitte September 2021 war Nildo vertrags- und vereinslos. Am 17. September 2021 unterschrieb er in Suzuka einen Vertrag beim Viertligisten Suzuka Point Getters. Für Suzuka absolvierte er neun Viertligaspiele.
Seit dem 1. Februar 2022 ist Nildo vertrags- und vereinslos.